# 天赋观念论
天赋观念论，是西方哲学中一种唯心主义先验论的认识论学说。 

## 起源
天赋观念学说源于古希腊。古希腊唯心主义者柏拉图提出“灵魂回忆说”，以柏拉图为代表的古希腊哲学家把世界看成是一种理念性的存在，人们通过学习活动所获得的知识不过是对已经被尘世暂时埋没的灵魂知识的回忆。罗马基督教思想家奥古斯丁认为经验不是实在的，知识的确定性起源于人的内部，这是对古希腊天赋观念思想的继承。

## 发展
法国唯理论哲学家勒内·笛卡尔提出“天赋真理”。他认为人们所获得的观念有三类，“有一些是我天赋的，有一些是从外面来的，有一些是我自己制造出来的。”第三类是心灵随意拼凑的产物并不具有探究价值。由于主张“普遍怀疑”，笛卡尔认为第二类观念，也就是通过感官由外界获得的，是值得怀疑不能信任的。因此，只有第一类观念，那些不证自明的是最真实、最可靠的。
在笛卡尔看来，一些具有普遍性与必然性的简单公理与原则都是上帝在人出生前就放到人心里的，是永恒不变的真理，是人们可以信任，并借此推理演绎而认识世界上其他复杂事物的基础。笛卡尔主张理性，希望以数学化的严密思维，逻辑推理来分析研究哲学，他提出了世界确定性的第一原则，即具有天赋性的“我思故我在”作为哲学的第一原理。 
经验主义者约翰·洛克对天赋观念说提出了批判。他抛弃了笛卡尔等人的天赋观念说，而认为人的心灵开始时就像一张白纸，向心灵提供精神内容的是经验。心灵对外界事物的认识是完全被动的。
莱布尼茨是天赋观念的集大成者，在继承和发展了以往哲学家的认识论思想基础上，对笛卡尔天赋观念学说做了进一步地修正，提出了自己的天赋观念学说。他提出心灵是一块“有纹路的大理石”，一切思想，所有的知识都是天赋的，所有的观念都是以潜能的方式存在于人心中。天赋的东西作为人先以形成的知识结构对人的认识发挥着作业。莱布尼茨在认识论上坚持唯理论立场，吸收了经验论的观念，在两大逻辑原则的基础上提出两种真理的观念。第一种是推理的真理，建立在矛盾原则基础上。所谓矛盾原则就是两个相互矛盾的东西不能同时为真，也是同时为假。推理真理不是来自感觉经验的，只能来自心灵内在的潜存的天赋原则，只能来自理性。另一种真理是事实真理，事实真理是特殊的，偶然的，建立在充足理由原则基础上。事实的真理来源于感觉经验。
德国哲学家康德认为知识始于经验，但只是时间上始于经验,内容上并不来自于经验。他把知识了解为具有普遍必然性的严格科学知识称之为先天综合判断。先天综合判断可能的条件不是外来的，而是认识主体所固有的先验形式，如感性的空间和时间知性的概念或范畴。没有这些先验的概念，经验就难以理解和获得。康德的认识论某种程度上可以说结合了天赋观念论与经验论两方面的观点。